# 二硫化炭素
二硫化炭素（にりゅうかたんそ、英: carbon disulfide）は代表的な炭素の硫化物で、化学式は CS2。無色で揮発性の液体であり、主にセロハンやレーヨンの製造過程で溶剤として利用されているほか、ゴムの加硫促進剤、有機化学原料や浮遊選鉱剤などに用いられている。二硫炭、硫化炭素、硫炭などと略される。劇物。

## 化学的性質
純度が高いものはエーテル様の芳香を持つ無色の液体だが、保存中に分解しやすく一般的には硫化カルボニルのような悪臭を持つ夾雑物が含まれ黄色を呈する。
酸素 (O)と硫黄 (S)が同族であることから、二酸化炭素 (CO2)と等電子的な分子であるが、二硫化炭素は非常に燃えやすい。また求核剤と反応しやすく、容易に還元されやすい。この反応性の違いは、硫黄の場合原子核のπ電子供与能が酸素より低く、そのため炭素原子が求電子性を示すためと考えられる。

## 製造
自然界では火山や沼地から微量に放出されるのみである。
工業的には木炭・コークスなどの固体の炭素源を用いて硫黄蒸気と反応させる固相－気相反応および、天然ガス（メタン）を炭素源として硫黄蒸気と反応させる気相反応の二種類の方法によって製造される。いずれの方法においても硫化水素が副生し、クラウス法で硫黄として再回収される。
固相－気相反応での反応温度は約900°C。この方法は反応装置に鋳鉄で作られたレトルトを用いる「レトルト法」と、耐火レンガの炉内で電気加熱を行う「電気炉法」、微粉黒鉛を用いる「流動法」がある。低温で反応させると、一硫化炭素が発生する。
{\displaystyle {\ce {C\ + 2S -> CS2}}}
気相反応では二酸化ケイ素や酸化アルミニウムを触媒に用いることで600°Cという低温で製造することができる。このメタンを用いた二硫化炭素の製法はアメリカのFirst Movers Coalition社の技術でありFMC法もしくはメタンガス法と呼ばれる。この製法では石油精製の過程で副生する硫黄とメタンガスを有効利用できるため、石油コンビナートに併設して製造工場が作られるケースもある。このように石油コンビナート内で製造される場合、副生する硫化水素はそのままの形で他の製造工場に移送され別の化合物の合成原料として利用されることもある。
{\displaystyle {\ce {2CH4\ + S8 -> 2CS2\ + 4H2S}}}
世界の二硫化炭素の生産／消費量は約100万トンで、中国が49％、次いでインドが13％を消費しており、そのほとんどがレーヨン繊維の生産用である。
日本国内での生産量は1967年のピーク時には年間154,000トンであったが、1981年には年間95､000トン、2015年には年間37,000トンとなっている。輸送に困難が伴うことから輸出入はそれほど盛んではない。

## 反応

### 燃焼
二硫化炭素は燃焼すると、二酸化硫黄と二酸化炭素が発生する。
{\displaystyle {\ce {CS2\ + 3O2 -> 2SO2\ + CO2}}}

### 塩素化
二硫化炭素の塩素化は四塩化炭素を合成するのに使われる。
{\displaystyle {\ce {CS2\ + 3Cl2 -> CCl4\ + S2Cl2}}}
この変換は、中間体としてチオホスゲンを経由して進行する。

### 求核付加
第一級および第二級アミンの付加によりジチオカルバミン酸アンモニウムを生じる。
{\displaystyle {\ce {2R2NH\ +CS2->\ R2NH2^{+}R2NCS2^{-}}}}
同様にアルコキシドからはキサントゲン酸塩を生じる。この反応はビスコース、レーヨン、セロファンなどの再生セルロース製造の基本となっている。またヨードメタンと反応させてメチルキサンテートとすることでシュガエフ脱離やバートン・マクコンビー脱酸素化の基質とすることができる。
{\displaystyle {\ce {RONa\ +CS2->\ ROCS_{2}Na}}}
硫化ナトリウムの付加によりトリチオ炭酸ナトリウムを生じる。
{\displaystyle {\ce {Na2S\ +CS2->\ Na2CS3}}}

## 利用
二硫化炭素の主な工業用途は、ビスコース・レーヨンとセロファン・フィルムの製造であり、年間生産量の75％を占めている。

### 殺虫剤
穀物や果実にたいする殺虫剤として、あるいは土壌の病害性昆虫や線虫の殺滅のために使われる。

### 溶剤
リン、硫黄、セレン、臭素、ヨウ素、脂質、樹脂、ゴムなどの溶剤として用いられる。オクタノール／水分配係数は1.94。
有機化合物を良く溶解してプロトンNMRに検出されないので、重クロロホルムに溶けにくいサンプルの測定を行う際の溶媒に適している。

### 製造原料
キサントゲン酸塩などの有機硫黄化合物の合成にも広く使用される。医薬品やゴム化学に使用されるジチオカルバメートの前駆体でもある。

## 毒性
二硫化炭素は、急性中毒と慢性中毒の両方に関連しており、その症状は多岐にわたる。神経系に影響するため、高濃度では致死的である。
二硫化炭素は200 μg/m3以上でも臭いを感じることがあり、WHOは20 μg/m3以下という感覚的指針を推奨している。
環境省によるリスク評価によれば、呼吸による無毒性量は 3.2 mg/m3 、経口摂取による無毒性量は 2.5 mg/kg･day とされている。また、10～15年間暴露した場合、10 mg/m3で健康に害があるという報告もあるが、過去の暴露レベルに関する十分なデータがないため、これらの害と10 mg/m3の濃度との関連は不確かである。
蒸気でなく、皮膚からも吸収されるので取り扱いには注意が必要。誤って皮膚から吸収された場合、急性の二硫化炭素中毒症状は、視覚障害、精神の高揚を伴う興奮発作、次いで意識不明、昏睡、呼吸麻痺として現れる。度々、より長時間の吸引による慢性の中毒症状は、頭痛、不眠、記憶・視覚・聴覚障害、神経炎、血管障害として現れる。変異原性については否定的な報告が多いが肯定的な報告もあって明確に判断できない。発がん性は無いと考えられている。体内で代謝されて主に尿から排泄される。

## 危険性
揮発性が高く、非常に引火しやすい（引火点-30°C、発火点90°C）。比重が水より大きく水に難溶であることを利用し、二硫化炭素の上に注水し揮発を防ぐ水没貯蔵方法が用いられる。引火した場合は大量の水による消火を行う。燃焼により二酸化硫黄 (SO2)を発生するのでそれに対する注意も必要である。
日本における法規制については下記の通り。
- 特定化学物質の環境への排出量の把握等及び管理の改善の促進に関する法律（化管法）：第一種指定化学物質 (1-241)
- 化学物質の審査及び製造等の規制に関する法律（化審法）：優先評価化学物質 (1-172)
- 消防法：危険物第四類特殊引火物
- 毒劇物取締法：劇物
- 労働安全衛生法：危険物引火性の物、名称等を表示すべき有害物、名称等を通知すべき有害物、第一種有機溶剤
- 大気汚染防止法：特定物質
- 海洋汚染等及び海上災害の防止に関する法律（海洋汚染防止法）：有害液体物質 B 類
- 高圧ガス保安法：可燃性ガス、毒性ガス
- 船舶安全法：引火性液体類
- 航空法：引火性液体
- 港則法：引火性液体類

## 関連文献
- 武島達夫、深田直昭、村岡亘、宮内哲子「二硫化炭素の有機反応」『有機合成化学協会誌』第31巻第10号、有機合成化学協会、1973年、808-825頁、doi:10.5059/yukigoseikyokaishi.31.808。